# شیمون کووتسکی
شیمون کووتسکی (انگلیسی: Szymon Kołecki؛ زادهٔ ۱۲ اکتبر ۱۹۸۱) وزنه‌بردار اهل لهستان است.